# 庫爾帕庫喬山
14°47′48″S 72°24′43″W / 14.79667°S 72.41194°W
庫爾帕庫喬山（Qullpa K'uchu），是秘魯的山峰，位於該國南部拉烏尼翁省和瓊比維卡省，處於米納斯尼約克山以東，屬於安第斯山脈的一部分，海拔高度約5,300米。